# Stockholm (sång av Pugh Rogefeldt)
"Stockholm" är en sång från 1981 skriven av Pugh Rogefeldt. Den finns med på hans album Het (1981), men utgavs också som singel samma år.
Singeln nådde som bäst en tiondeplats på den svenska singellistan, en placering den innehade under tre veckor. Totalt stannade den sju veckor på listan. Den tog sig inte in på Svensktoppen.
Låten spelades 1982 in av Lasse Lindbom på albumet Aalvik, dock med titeln "Alvik Alvik". 2012 framfördes den av Darin i den tredje säsongen av Så mycket bättre. Darins version tog sig in på Digilistan.

## Låtlista
Alla låtar är skrivna av  Pugh Rogefeldt.
1. "Stockholm"
2. "Het"

## Medverkande
- Hempo Hildén – trummor
- Janne Kling – saxofon
- Leif Larsson – keyboards
- Bengt Palmers – producent
- Pugh Rogefeldt – bas, sång, gitarr

## Listplaceringar
| Lista (1981) | Position |
| ------------ | -------- |
| Sverige      | 10       |

### Fotnoter
1. 1 2 3  ”"Stockholm"”. Svensk mediedatabas. http://smdb.kb.se/catalog/search?q=pugh+rogefeldt+stockholm+year%3A1980-1989&sort=OLDEST. Läst 19 januari 2013.
2. 1 2  Placering på den svenska singellistan
3. ↑  ”Svensktoppen 1981”. Sveriges Radio. http://sverigesradio.se/diverse/appdata/isidor/files/2023/3479.txt. Läst 19 januari 2013.
4. ↑  ”Digilistan”. Sveriges Radio. http://sverigesradio.se/sida/topplista.aspx?programid=2697. Läst 19 januari 2013.